# Klemens von Korff

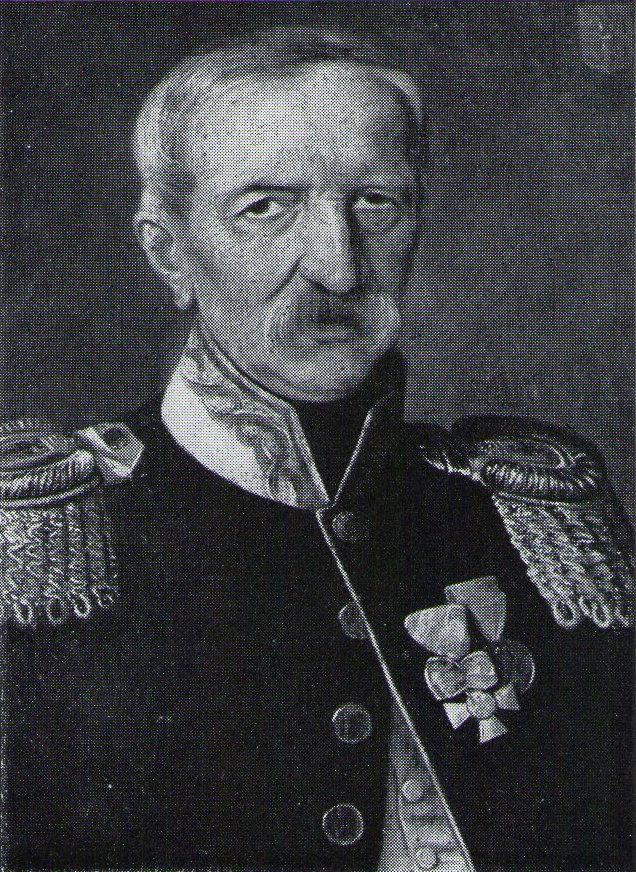
Klemens von Korff

Klemens Graf von Korff gen. Schmising (* 16. Mai 1804 in Dinklage; † 25. Mai 1882 in Münster) war preußischer Landrat des Kreises Halle (Westf.) und Abgeordneter.

## Leben
Er war Sohn von Maximilian Frederik Hendrik von Korff gen. Schmising und Sophia Luise (geb. von Galen) und Rittergutsbesitzer unter anderem auf Tatenhausen im Kreis Halle in Westfalen.
Er besuchte das Gymnasium in Münster. Danach studierte er Rechts- und Kameralwissenschaften in Göttingen und Berlin ohne ein Examen abzulegen. Er diente als Einjährig-Freiwilliger beim Garde-Schützen-Bataillon. Mit einer ministeriellen Ausnahmegenehmigung konnte er 1830 als Auskulator bei der Regierung in Münster in den preußischen Verwaltungsdienst eintreten. Im Jahr 1837 wurde er zum Kreisdeputierter des Kreises Halle gewählt. Seit 1855 war er dort Landrat zunächst unter Vorbehalt der entsprechenden Prüfung. Ein Jahr später wurde ihm die Prüfungspflicht erlassen.
Im Zusammenhang mit dem Kulturkampf wurde er 1875 in den einstweiligen Ruhestand versetzt. Der Hintergrund war, dass er es geduldet hatte, das sein Diener eine Ergebenheitsadresse zu Gunsten des abgesetzten Paderborner Bischofs Konrad Martin unterzeichnet hatte. Während der Regierungspräsident von Minden darin keine Gefahr im mehrheitlich protestantischen Kreis Halle sah, bestand der westfälische Oberpräsident Friedrich von Kühlwetter „im Interesse der Staatsautorität“ für eine Absetzung. Dem schloss sich das preußische Staatsministerium einstimmig an.
Von Korff war von 1841 bis 1882 Mitglied des Westfälischen Provinziallandtags. Im Jahr 1847 gehörte er dem Vereinigten Landtag an. Außerdem gehörte er als Fraktionsloser 1855/56 für den Wahlkreis Halle-Bielefeld-Gütersloh dem preußischen Abgeordnetenhaus an. Seit 1860 war er auf Lebenszeit Mitglied des preußischen Herrenhauses. Sein Bruder Maximilian von Korff gen. Schmising war Landrat des Kreises Lüdinghausen.

## Familie
Klemens heiratete am 2. Mai 1829 in Westerwinkel Pauline Maria Franziska Gräfin von Merveldt (1807–1873). Der Ehe entstammten folgende Kinder:
- Franziska (* 1832)
- Klemens (1834–1921) ⚭ 1860 Ferdinandine Freiin von Fürstenberg (1840–1909)
- Theresia (* 1837)
- Maximilian (1840–1884) ⚭ 1874 Antoinette Gräfin Wolff-Metternich (1846–1902)
- Ferdinand (* 1844)